# Faculdade de Fisioterapia da Universidade Federal de Jataí
A Faculdade de Fisioterapia da Universidade Federal de Jataí está localizada no Campus Jatobá (Cidade Universitária José Cruciano de Araújo) da UFJ. 
É o primeiro curso de Fisioterapia de universidade federal no estado de Goiás. A faculdade conta com uma clínica escola padronizada, que contribui com o aprendizado dos discentes e presta atendimentos à comunidade local.